# Pontinha metróállomás
A Pontinha metróállomás a lisszaboni metró kék metróvonalán, Lisszabon Bairro Mário Madeira negyedében, közel Amadora és Odivelas települések közötti határhoz. 

## Története
Az állomás 1997. október 18-án nyitotta meg kapuit, a Carnide állomással egy időben.

## Jellemzői
Az Estrada Militar à Pontinha utcában található, az Estrada da Correia és az Estrada Militar à Pontinha kereszteződésének közelében. Az állomás a felette található buszpályaudvart is kiszolgálja. Az állomás építészeti terveit Ana Nascimento, a dekorációt pedig Jacintó Luís festőművész készítette. A legújabb lisszaboni metróállomásokhoz hasonlóan ez az állomás is ki tudja szolgálni a mozgássérült utasokat; több lift és mozgólépcső könnyíti meg az aluljáró és a peronok megközelítését.

## Fordítás
Ez a szócikk részben vagy egészben  az   Estação Pontinha című portugál Wikipédia-szócikk ezen változatának fordításán alapul.  Az eredeti cikk szerkesztőit annak laptörténete sorolja fel. Ez a jelzés csupán a megfogalmazás eredetét és a szerzői jogokat jelzi, nem szolgál a cikkben szereplő információk forrásmegjelöléseként.